# سید عبدالرحیم خلخالی
سید عبدالرحیم خلخالی (متولد ۱۲۵۰ هـ.ش. در روستای زاویه سادات خلخال، درگذشتهٔ ۳۰ خرداد ۱۳۲۱ در تهران) مشروطه‌خواه معروف، روزنامه‌نگار، سیاستمدار، کتاب‌فروش و ناشر دوران مشروطه و دوران پهلوی است. او همچنین مصحّح یکی از قدیمی‌ترین نسخه‌های موجود از دیوان حافظ است.

## تولد و تحصیلات
عبدالرحیم خلخالی در روستای زاویه سادات شهر خلخال متولد شد. تاریخ دقیق تولد او در دست نیست و تاریخ ۱۲۵۰ هـ.ش. محاسبه‌ای تقریبی بر اساس دو تخمین موجه از سوی محمد قزوینی و سیدابوالحسن علوی است. او تحصیلات ابتدایی را در زادگاه گذراند و سپس برای ادامهٔ تحصیل به رشت رفت و چندین سال را به فراگیری زبان عربی، ادبیات فارسی، منطق و فلسفه سپری کرد.

## مشروطه‌خواهی و روزنامه‌نگاری
خلخالی در حدود سال ۱۲۸۴ هـ.ش. به تهران رفت تا به انقلاب مشروطه بپیوندد و در این سفر، ابراهیم پورداوود که دانشجو و بعدها رفیق او در کمیتهٔ ملیون ایرانی در برلن بود، همراهی‌اش می‌کرد.
خلخالی از پاییز ۱۲۸۶ تا بهار ۱۲۸۷ هـ.ش. با سید محمدرضا مساوات شیرازی که سردبیر روزنامهٔ اثرگذار مساوات بود همکاری می‌کرد. این روزنامه در زمان اوجش تیراژ ۳۰۰۰ نسخه داشت و یکی از روزنامه‌های مهم دوران انقلاب مشروطه محسوب می‌شد. خلخالی در پاییز ۱۲۹۴ هـ.ش. انتشار یک مجلهٔ «علمی، ادبی و اخلاقی» به نام «پروین» را آغاز کرد. او در آن زمان یک کتابفروشی را هم اداره می‌کرد. طی جنگ جهانی اول و پس از آنکه خلخالی تهران را ترک کرد تا به جنبش دموکرات ملی بپیوندد، انتشار این مجله متوقف شد.
خلخالی تا پایان عمر عضو وفادار جریان دموکراتیک، و دوست نزدیک و معتمد سید حسن تقی‌زاده (رهبر حزب اجتماعیون اعتدالیون در دوره دوم مجلس شورای ملی) بود.
پس از آنکه محمدعلی‌شاه مجلس را به‌توپ بست و شروع به دستگیری و اعدام مشروطه‌خواهان سرشناس کرد، خلخالی همراه با تقی‌زاده، علی‌اکبر دهخدا، محمدعلی تربیت، امیرحشمت و میرزامحمود صراف (پدر ابوالحسن علوی و بزرگ علوی) به سفارت بریتانیا در تهران پناه برد. خلخالی به شهر خودش یعنی خلخال تبعید شد و از آنجا به قفقاز رفت. در قفقاز مدتی پیش عبدالرحیم طالبوف (یکی از نظریه‌پردازان پیشگام مدرنیزاسیون و ناسیونالیسم ایران) ماند.
در سال ۱۲۸۸ هـ.ش، خلخالی از طریق عشق‌آباد به رشت رفت و به مشروطه‌خواهان این شهر پیوست که در حال بسیج نیرو برای احیای مشروطه بودند. او را به همدان فرستادند تا فعالیت‌های مشروطه‌خواهان این شهر را با رشت هماهنگ کند.

## فعالیت در وزارت مالیه و تلاش برای اصلاح
پس از فتح تهران به دست مشروطه‌خواهان، خلع محمدعلی‌شاه از پادشاهی و تشکیل مجلس شورای ملی دوم، خلخالی به تهران برگشت و به عنوان یکی از چهره‌های برجستهٔ حزب دموکراتیک مشغول خدمت شد. دموکرات‌ها قصد داشتند با تشکیل دیوان محاسبات، یک کارزار ضدّفساد در وزارت مالیهٔ ایران به‌راه بیندازند لذا تعدادی از چهره‌های دموکرات و مورداعتماد را در این دیوان و سایر ادارات مهم منصوب کردند از جمله خلخالی، عیسی خان فیض، منتخب‌الدوله، مشیر اکرم و سیدمحمد کمره‌ای. ابراهیم عمیدالسلطنه معروف به «عمیدالحکماء» که مورداعتماد وثوق‌الدوله (وزیر مالیهٔ وقت) بود به ریاست دیوان محاسبات و خلخالی به معاونت او منصوب شد. عمیدالحکماء مدتی بعد به سمت معاون وزیر ارتقا یافت و خلخالی به‌عنوان سرپرست دیوان محاسبات مشغول کار شد اما در تابستان ۱۲۹۱ هـ.ش.  وقتی دیوان محاسبات قصد داشت اعضای کابینه را مورد رسیدگی قرار بدهد، عمیدالحکماء دیوان را منحل کرد. در نتیجه خلخالی شغلش را از دست داد و مدتی بعد به سمت پایین‌تری در خزانه‌داری کشور منصوب شد. در ۱۲۹۴ هـ.ش. او به‌عنوان رئیس ادارهٔ جمع‌آوری مالیات در بخش غار و فشافویه در نزدیکی تهران منصوب شد.

## عضویت در کمیتهٔ ملیون ایرانی
علیرغم اعلام بی‌طرفی ایران در آغاز جنگ جهانی اول (۱۹۱۸-۱۹۱۴)، هم قدرت‌های مرکز و هم متفقین در سال ۱۹۱۵ به خاک ایران حمله کردند. فرقهٔ دموکرات ایران  از ابتدای جنگ از آلمان حمایت کرده بود در حالی که بخشی از حزب اجتماعیون اعتدالیون طرفدار متفقین بودند. هنگامی که نیروهای روسیه تهدید کردند که وارد پایتخت ایران یعنی تهران خواهند شد، اغلب دموکرات‌ها و تعدادی از نمایندگان میانه‌رو و مستقل مجلس شورای ملی و همچنین برخی گروه‌های دیگر تصمیم گرفتند که برای اعتراض و یا سازماندهی جنبش مقاومت علیه متجاوزان روس، تهران را ترک کنند. آنها «کمیتهٔ دفاع ملی» را با همکاری «کمیتهٔ مرکزی فرقهٔ دموکرات» تشکیل دادند. خلخالی فعالانه به اردوی ملی دموکرات پیوست و در ۲۳ آبان ۱۲۹۴ هـ.ش. همراه با تعدادی از چهره‌های برجستهٔ دموکرات از جمله وحیدالملک شیبانی، محمدرضا مساوات، محمدعلی فرزین، سیدجلیل اردبیلی ، ادیب‌السلطنه سمیعی، سلیمان خان میکده و سلیمان میرزا اسکندری (که در سال ۱۹۴۱ یکی از بنیانگذاران حزب توده ایران بود) تهران را به مقصد قم، کرمانشاه و نهایتا استانبول ترک کرد. خلخالی که از حرکات رادیکال و غیرعادی سلیمان میرزا ناراضی بود، چندین بار او را به چالش کشید و در نتیجه سلیمان میرزا استانبول راترک کرد و به تهران بازگشت.

## بازگشت از تبعید و کتاب‌فروشی کاوه
پس از گذراندن ۲۸ ماه در تبعید، خلخالی در ۲۸ مهر ۱۲۹۶ به ایران بازگشت. وزارت مالیه اغلب اوقات پرداخت حقوق خلخالی و درخواست او برای انتصاب دوباره‌اش در یک سمت مناسب را رد می‌کردند (ظاهراً خلخالی در اواخر دههٔ ۱۹۱۰ میلادی به وزارت مالیه بازگشت و به عنوان رئیس ادارهٔ خالصه‌جات منصوب شد اما تاریخ دقیق آن مشخص نیست). خلخالی برای امرار معاش و داشتن مکانی برای برگزاری جلسات سیاسی، دوباره کتابفروشی‌اش را در خیابان ناصریه تهران باز کرد و نام کتابفروشی را به تأسی از مجله‌ای که توسط تقی‌زاده در برلین منتشر می‌شد «کاوه» گذاشت. این کتاب‌فروشی پاتوق همیشگی دموکرات‌ها، ادبا و روشنفکران از جمله مجتبی مینوی، شیخ احمد سیگاری و سیدمحمد کمره‌ای بود.
پس از مرگ خلخالی در ۱۳۲۱ هـ.ش. فعالیت این کتاب‌فروشی توسط پسر او، شمس‌الدین، با نام «کاوهٔ نو» ادامه یافت.

## آخرین امید دموکرات‌ها
خلخالی  پس از بازگشت از تبعید در سال ۱۲۹۶، فعالیت سیاسی‌اش را در میان دموکرات‌ها ادامه داد. در این دوران، روسیه تزاری در حال فروپاشی و جمهوری سوسیالیستی شوروی در حال ظهور بود و این امر، برای فرقهٔ دموکرات ایران که در پی تبعید رهبرانش در دوران جنگ جهانی اول دوره‌ای از فترت را گذرانده بود، دریچهٔ امیدی به نظر می‌‌رسید. بی‌نظمی در فرقهٔ دموکرات ایران طی سالیان جنگ منجر به ایجاد شکاف و تفرقه در میان اعضا شده بود. مسئله کلیدی فرقه در دوران پس از جنگ، سازمان‌دهی مجدد با یک اساسنامهٔ جدید بود. گروهی از دموکرات‌ها به رهبری محمدتقی بهار که مدافع ایدهٔ سازماندهی مجدد حزب بودند به نام «دموکرات تشکیلی» شناخته می‌شدند، در حالی که گروهی دیگر که با این ایده مخالف بودند،توسط سیدمحمد کمره‌ای زیر پرچم «دموکرات‌های ضدّتشکیلی» بسیج شده بودند. خلخالی چندین بار تلاش کرد تا با ایراد سخنرانی و سازمان‌دهی تجمع‌های مختلف با شرکت هردو گروه، میان آنها توافق و مصالحه برقرار کند. این دو گروه توانستند در انتخابات دورهٔ چهارم مجلس شورای ملی در تهران اکثریت کرسی‌ها را به دست بیاورند اما دشمنی‌های میان‌گروهی و روزافزون، مانع تشکیل یک دولت مستقل توسط دموکرات‌ها شد.

## حزب ترقی
در دوران رضاشاه پهلوی، خلخالی با نیت تشکیل یک حزب دموکرات ملی‌گرا و با هدف حفظ هستهٔ مرکزی فرقهٔ دموکرات ایران در میان دوستان وفادار و پیروان سید حسن تقی‌زاده، به همکاری مخفیانه با گروهی از مقامات و سیاستمداران سرشناس کشور ادامه داد از جمله ابراهیم حکیم‌الملک، ابوالقاسم نجم‌الملک، نصرالله مختارالملک صبا، علی‌اصغر زرین‌کفش، احمد فرامرزی و باقر کاظمی (مهذب‌الدوله که بعدها چهره‌ای برجسته در جبهه ملی ایران بود). آنها بالاخره در سال ۱۳۲۰ یک حزب مستقل سیاسی به نام «حزب ترقی» تشکیل دادند. سایر احزاب سیاسی تشکیل‌شده در این دوره عبارت بودند از حزب توده ایران که طرفدار شوروی بود و «حزب آزادی» که طرفدار انگلیس بود.

## آثار ادبی
خلخالی در دورهٔ رضاشاه پهلوی، خود را وقف فعالیت های ادبی کرد. او جزو نویسندگان دوهفته‌نامهٔ ادبی طوفان بود که طی سال‌های ۱۳۰۶ تا ۱۳۰۸ هـ.ش. به سردبیری محمد فرخی یزدی منتشر می‌شد. از دیگر نویسندگان این نشریه می‌توان به محمدتقی بهار، احمد کسروی، سیدفخرالدین شادمان، اسماعیل یکانی، مهدی بهرامی، کریم طاهرزاده بهزاد، عبدالحسین هژیر، علی جواهرکلام، صادق سرمد و ادیب‌الممالک فراهانی اشاره کرد.
خلخالی کتاب سیاست‌نامه یا سیرالملوک اثر خواجه نظام‌الملک را تصحیح و در سال ۱۳۱۰ در تهران منتشر کرد و ترجمهٔ فارسی خواجه نصیرالدین طوسی از کتاب ادب الوجیز للولد الصغیر اثر عبدالله ابن مقفع را نیز در سال ۱۳۱۲ در تهران منتشر نمود. خلخالی چندین اثر را نیز از زبان ترکی و عربی به فارسی ترجمه کرد از جمله یک اثر کوتاه از لئو تولستوی با نام به یکدیگر محبت کنید (تهران، ۱۲۸۹)؛ شارل و عبدالرحمن اثر جرجی زیدان (۴ جلد، تهران، ۱۲۹۴)؛‌ و اثر دیگری از عربی با عنوان داستان خونین یا سرگذشت برمکیان (تهران، ۱۳۰۰). اما ماندگارترین اثر او، تصحیح و انتشار دیوان حافظ بوده است.

## دیوان حافظ
خلخالی بیش از هرچیز به خاطر تصحیح دیوان حافظ که در سال ۱۳۰۶ هـ.ش. در تهران منتشر شد به یادها سپرده شده است. این تصحیح بر اساس یکی از قدیمی‌ترین نسخه‌های دیوان حافظ که مورخ ۱۴۲۴ میلادی یعنی فقط ۳۵ سال پس از مرگ شاعر است انجام شده است. خلخالی در تصحیح خود از این نسخهٔ دست‌نویس به‌عنوان منبع اصلی استفاده کرد که تا سال ۱۳۲۰ معتبرترین نسخهٔ منتشرشده از دیوان حافظ محسوب می‌شد و پس از آن محمد قزوینی و قاسم غنی تصحیح خود را منتشر کردند. آنها از نسخهٔ خلخالی به‌عنوان منبع اصلی کار خود استفاده کردند و خلخالی را به خاطر خدمت ارزشمندی که به این حوزه از ادبیات فارسی کرده ستایش نمودند. بعدها بر مبنای سبک تذهیب و خطاطی این نسخهٔ دست‌نویس، تردیدهایی دربارهٔ دقیق‌بودن تاریخ مندرج در آن ابراز شد (سهیل خوانساری).
تصحیح خلخالی از دیوان حافظ که در سال ۱۳۰۶ منتشر شد، جستجو برای یافتن نسخهٔ اصیل اشعار حافظ  را به راه انداخت که تا امروز ادامه دارد. خلخالی در سال ۱۳۲۰، یک‌سال قبل از مرگش، کتابچه‌ای ۱۱۰ صفحه‌ای به نام «حافظ‌نامه» را در تهران منتشر کرد که به بررسی زندگی‌نامهٔ حافظ، اشعار او، اشعار متعددی که از سوی شاعران دیگر به دیوان او اضافه شده، و مقایسهٔ شعر حافظ با شعر دیگر شعرا می‌پرداخت. محمد قزوینی در متنی که پس از مرگ خلخالی نوشت و در مجله یادگار به چاپ رسید، از این اثر خلخالی تجلیل کرد. در سال ۱۳۶۹، تصویر این دیوان توسط شمس‌الدین (پسر خلخالی) در تهران منتشر شد.

## مرگ
خلخالی در ۳۰ خرداد ۱۳۲۱ در حدود ۷۰ سالگی در تهران درگذشت.